# (8446) Tazieff
Pour les articles homonymes, voir Tazieff.
(8446) Tazieff est un astéroïde de la ceinture principale.

## Description
(8446) Tazieff est un astéroïde de la ceinture principale. Il fut découvert par Nikolaï Tchernykh le 28 septembre 1973 à Nauchnyj. Il présente une orbite caractérisée par un demi-grand axe de 2,42 UA, une excentricité de 0,19 et une inclinaison de 1,79° par rapport à l'écliptique.
Il fut nommé en hommage à Haroun Tazieff (1914-1998), le célèbre volcanologue de nationalité franco-belge et d'origine polonaise.

## Compléments